# Suncus lixus
Suncus lixus är en däggdjursart som först beskrevs av Thomas 1898.  Suncus lixus ingår i släktet Suncus och familjen näbbmöss. IUCN kategoriserar arten globalt som livskraftig. Inga underarter finns listade i Catalogue of Life.
Denna näbbmus når en kroppslängd (huvud och bål) av cirka 7 cm, en svanslängd av ungefär 4,5 cm och en vikt omkring 5 g. Pälsen är på ovansidan gråbrun och på undersidan något ljusare. Även på den bruna svansen är ovansidan mörkare än undersidan. Händer och fötter har en vitaktig färg.
Arten förekommer med flera från varandra skilda populationer i östra och södra Afrika från Kenya till Angola och Sydafrika. Habitatet utgörs främst av torra savanner och torra trädgrupper. Suncus lixus besöker även galleriskogar, buskskogar, områden med många akacior och trädgårdar.
Suncus lixus söker sin föda ofta i termitstackar. Honor har under sommaren flera kullar med vanligen tre ungar per kull.